# Aston Martin Paul Jackman special
Pour les articles homonymes, voir Aston Martin et Sigma.
Une Aston Martin Sigma ou Aston Martin DB1 SPA ou Aston Martin Paul Jackman special est un concept car de voiture de sport du constructeur automobile britannique Aston Martin, conçue en 1953 à 1 exemplaire.

## Historique
L'industriel britannique David Brown achète en 1947 les deux marques de voiture de sport Aston Martin et Lagonda, pour concevoir et commercialiser l'Aston Martin DB1 de 1948, et modèles suivants, avec ses nouvelles initiales « DB ».

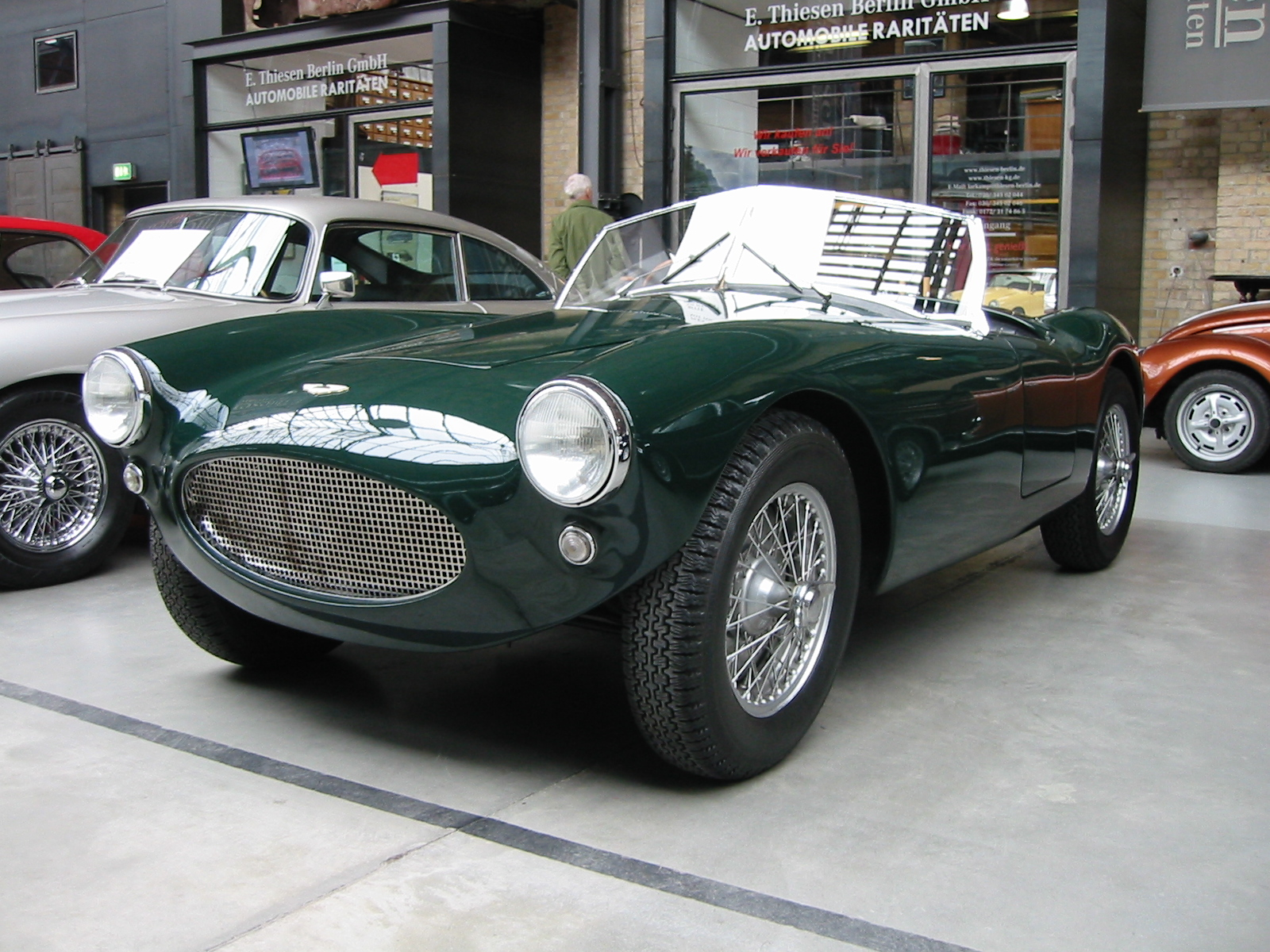
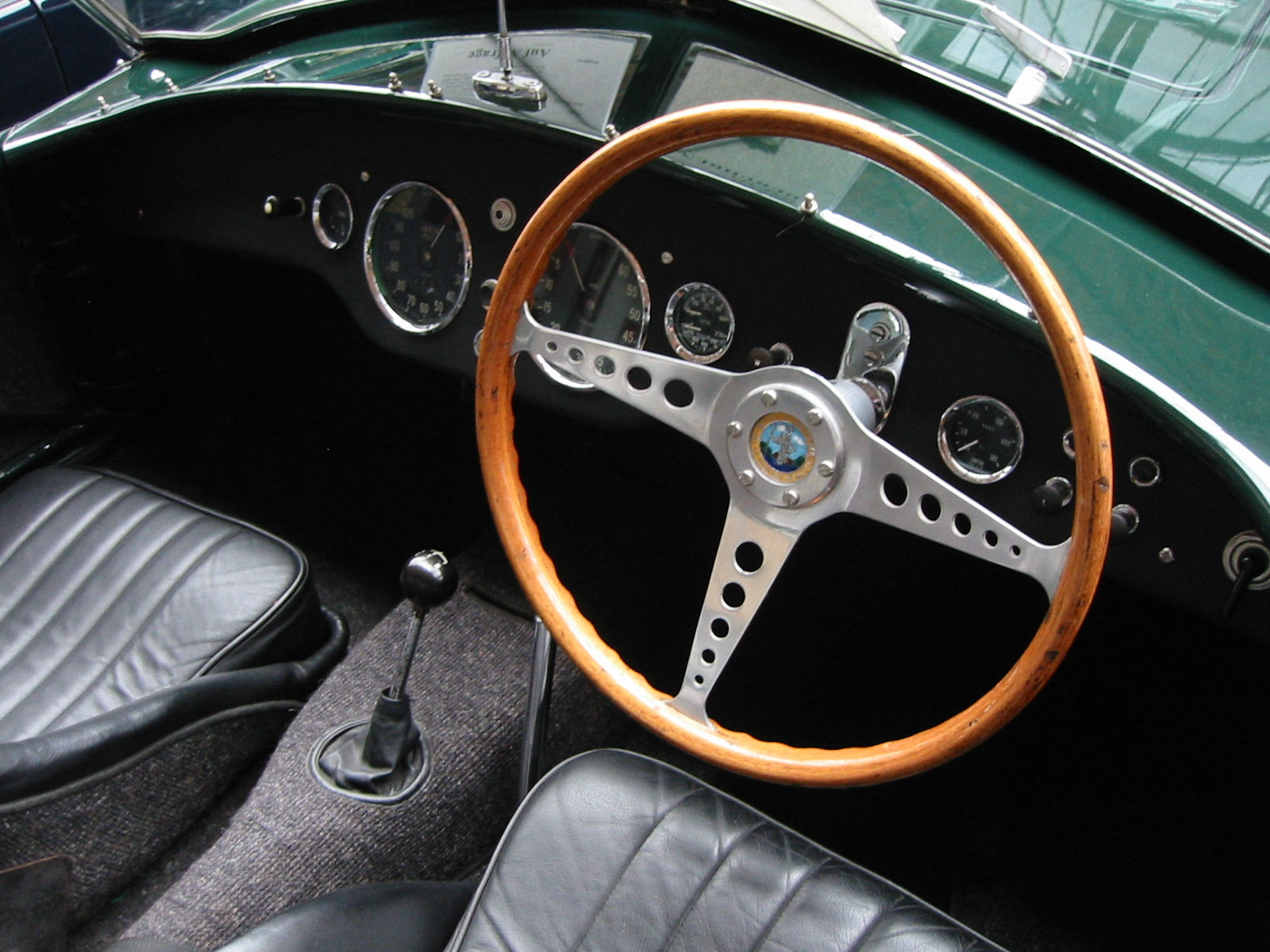
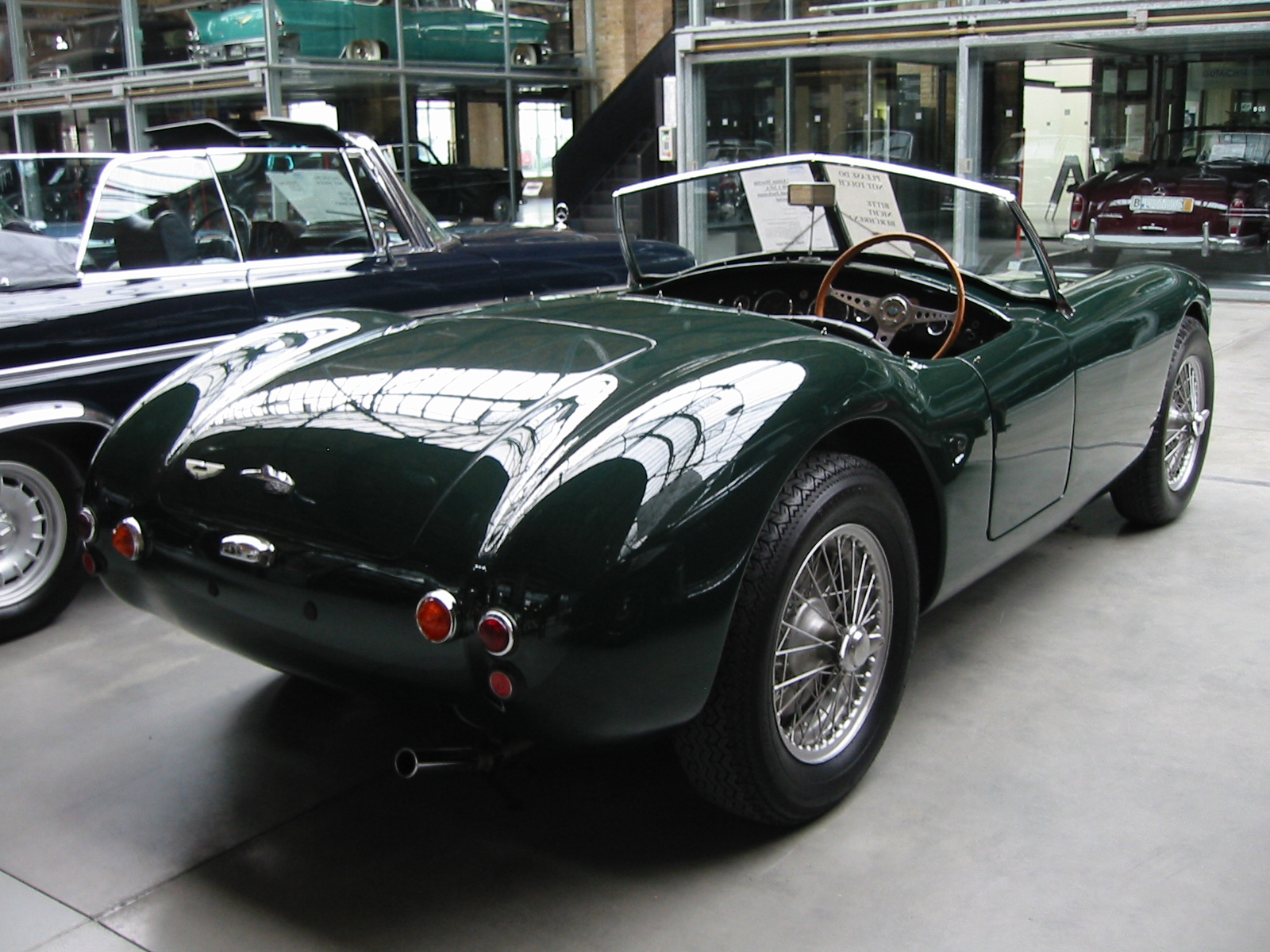

Ce concept car prototype Aston Martin est conçu en 1953 par l'ingénieur Aston Martin Paul Jackman, sur la base d'un châssis de BMW 320, d'un essieu arrière de Triumph Gloria, et d'un moteur Aston Martin DB1 4 cylindres 16 soupapes 2 L à double arbre à cames en tête, victorieux des 24 Heures de Spa 1948 (de) et 11e des 24 heures du Mans 1949,. 
Le design de la carrosserie légère en aluminium du designer Lagonda Frank Feeley (en) est inspiré des Aston Martin DB2 (1950), Maserati A6G (1947), Ferrari 166 Barchetta (1948), ou Jaguar Type C (1951)... Elle inspire à son tour le design des futures Aston Martin DB3 (1951), Aston Martin DBR1 (1956), et Aston Martin DB Mark III (1957)... ainsi que des Siata 208 (1952), AC Ace (1953), Triumph TR2 (1953), Austin-Healey 100 (1953), MG A (1955), ou encore Triumph Spitfire (1962)... 

## Collection
Cette voiture de collection modèle unique est acquise par divers propriétaires privés successifs, et souvent exposée dans divers musées et expositions en tant que « Aston Martin DB1 » d'origine.